# 王元仲
王 元仲（おう げんちゅう）は、奈良時代の貴族。位階は従五位下。

## 経歴
養老6年（722年）唐人の王元仲は初めて「飛舟」（船足の速い舟）を造り、元正天皇に進上した。天皇は大変誉め称えて、元仲に対して従五位下の位階を与えた。
この「飛舟」について、『扶桑略記』では唐人の王元仲が「飛車」（船足の速い車）を造って貢朝したとなっている。『令集解』には「飛丹の薬を調合すると五位を授く」とあり、「飛丹」（道家の仙薬）の誤りではないか、とも言われている。